# Perissus dohertii
Perissus dohertii är en skalbaggsart som beskrevs av Charles Joseph Gahan 1906. Perissus dohertii ingår i släktet Perissus och familjen långhorningar. Inga underarter finns listade i Catalogue of Life.